# Miles (Texas)
Miles ist eine Stadt im Runnels County im US-Bundesstaat Texas in den Vereinigten Staaten. Das U.S. Census Bureau hat bei der Volkszählung 2020 eine Einwohnerzahl von 875 ermittelt.

## Geographie
Die Stadt liegt am U.S. Highway 67 und der Farm Road 2872 sowie der Santa Fe Railroad, etwas westlich des geographischen Zentrums von Texas und hat eine Gesamtfläche von 3,5 km².

## Geschichte
Benannt wurde der Ort nach Jonathan Miles, der 5000 $ an die Eisenbahngesellschaft bezahlte, damit der Ort Anschluss an die Strecke Ballinger–San Antonio erhielt.

## Demografische Daten
Nach der Volkszählung im Jahr 2000 lebten hier 850 Menschen in 309 Haushalten und 237 Familien. Die Bevölkerungsdichte betrug 244,9 Einwohner pro km². Ethnisch betrachtet setzte sich die Bevölkerung zusammen aus 78,00 % weißer Bevölkerung, 0,12 % Afroamerikanern, 0,00 % amerikanischen Ureinwohnern, 0,12 % Asiaten, 0,00 % Bewohnern aus dem pazifischen Inselraum und 19,88 % aus anderen ethnischen Gruppen. Etwa 1,88 % waren gemischter Abstammung und 37,29 % der Bevölkerung waren spanischer oder lateinamerikanischer Abstammung.
Von den 309 Haushalten hatten 34,3 % Kinder unter 18 Jahre, die im Haushalt lebten. 64,4 % davon waren verheiratete, zusammenlebende Paare. 10,0 % waren allein erziehende Mütter und 23,3 % waren keine Familien. 22,0 % aller Haushalte waren Singlehaushalte und in 14,2 % lebten Menschen, die 65 Jahre oder älter waren. Die Durchschnittshaushaltsgröße betrug 2,75 und die durchschnittliche Größe einer Familie belief sich auf 3,23 Personen.
28,4 % der Bevölkerung waren unter 18 Jahre alt, 7,3 % von 18 bis 24, 27,3 % von 25 bis 44, 21,1 % von 45 bis 64, und 16,0 % die 65 Jahre oder älter waren. Das Durchschnittsalter war 36 Jahre. Auf 100 weibliche Personen aller Altersgruppen kamen 93,2 männliche Personen. Auf 100 Frauen im Alter von 18 Jahren und darüber kamen 92,1 Männer.
Das jährliche Durchschnittseinkommen eines Haushalts betrug 30.461 USD, das Durchschnittseinkommen einer Familie 34.000 USD. Männer hatten ein Durchschnittseinkommen von 25.000 USD gegenüber den Frauen mit 20.789 USD. Das Prokopfeinkommen betrug 15.148 USD. 17,4 % der Bevölkerung und 15,2 % der Familien lebten unterhalb der Armutsgrenze. Davon waren 19,8 % Kinder und Jugendliche unter 18 Jahren und 25,4 % waren 65 oder älter.